# Karel Polák
Karel Polák (* 25. prosince 1924 Hutě pod Třemšínem) byl český a československý politik KSČ, za normalizace ministr stavebnictví České socialistické republiky.

## Biografie
Pocházel z dělnické rodiny. Až do roku 1946 pracoval jako vyučený zedník. Pak absolvoval stavební průmyslovou školu a působil na technických postech v stavební správě, v národním podniku Vodní stavby a na stavební správě vodního díla Kamýk. V letech 1957–1958 byl ředitelem národního podniku Vodotechna. Pak se stal výrobním náměstkem podniku Vodní stavby, od roku 1963 ředitelem podniku Vodní stavby Praha a od roku 1970 generálním ředitelem VHJ Vodní stavby Praha. Angažoval se též jako funkcionář KSČ. Byl mu udělen Řád práce.
V listopadu 1976 byl jmenován členem české třetí vlády Josefa Korčáka jako ministr stavebnictví. Ve funkci setrval i v čtvrté vládě Josefa Korčáka a vládě Josefa Korčáka a Ladislava Adamce až do roku 1987.
Vlastnil vilu na pražské Bertramce, v níž od roku 1974 bydlel zpěvák Karel Gott. V roce 1977 koupil výhodně pozemek v Jevanech jako konfiskát po emigrantovi. Na parcele pak postavil rekreační dům. Po roce 1989 se o vlastnictví pozemku vedl dlouhý soudní spor.